# Olivier Bancoult
Louis Olivier Bancoult, dit Olivier Bancoult, né le 15 février 1964 à Peros Banhos (actuel Territoire britannique de l'océan Indien), est un militant mauricien et britannique d’origine chagossienne, et président du Groupe Réfugiés Chagos.

## Biographie
Louis Olivier Bancoult est le fils de Julien et Rita Bancoult (née Rita Elysé), tous deux chagossiens et descendants d'esclaves. Il est né le 15 février 1964 sur l'île du Coin de l'atoll de Peros Banhos dans l'archipel des Chagos. Les Chagos sont à l’époque un territoire dépendant de Maurice, elle-même colonie de l’Empire britannique. À sa naissance, Olivier Bancoult est donc un citoyen des territoires dépendants britanniques.
En 1968, il accompagne ses parents et ses cinq frères et sœurs à Port-Louis, Maurice, pour un voyage médical. Sa jeune sœur Noellie s'est faite renverser par un chariot tiré par une mule, et nécessite des soins indisponibles au petit hôpital de Peros Banhos. Les soins sont malheureusement administrés trop tard, et Noellie Bancoult décède de la gangrène un mois après son arrivée. Alors que la famille souhaite retourner aux Chagos, la compagnie maritime leur apprend que "les îles ont été vendues", et qu'ils ne pourront pas y retourner. Les télécommunications ayant été coupées entre les Chagos et Maurice, la famille ne peut obtenir d'autres explications, ni prévenir les autres Chagossiens.
En réponse, avec sa mère Rita Bancoult et d'autres militantes chagossiennes (Charlesia Alexis et Lisette Talate), il fonde le Groupe Réfugiés Chagos en 1982.
Olivier Bancoult devient un défenseur du droit juridique des Chagossiens à revenir aux Chagos. Il a été impliqué dans plusieurs actions en justice très médiatisées concernant l'exil des insulaires des Chagos, souvent intentées contre le Royaume-Uni.
Il est employé comme électricien par le Central Electricity Board, l'agence nationale de l'électricité à Maurice.